# 横浜市立荏田小学校
横浜市立荏田小学校（よこはましりつ えだしょうがっこう）は、横浜市都筑区荏田南町にある公立小学校。

## 概要
1873年（明治6年）7月に荏田学舎が親福寺に開校する。1923年（大正12年）9月の関東大震災によって校舎が大破損する。1973年（昭和48年）7月に横浜市立山内小学校江田分校が横浜市立荏田小学校として独立開校する。

## 沿革
- 1873年（明治6年）7月 - 荏田学舎が親福寺に開校
- 1874年（明治7年）4月 - 真福寺に移る
- 1875年（明治8年）- 荏田学校となる
- 1880年（明治13年）6月 - 公立小学荏田学校となる
- 1890年（明治23年）4月 - 小学校令改正により修業年限4年となる
- 1900年（明治33年）- 尋常荏田小学校となる
- 1902年（明治35年）- 尋常第二内山小学校となる
- 1904年（明治37年）4月 - 新校舎に移転する
- 1909年（明治42年）- 校舎を増設する
- 1923年（大正12年）9月 - 関東大震災によって校舎が大破損する
- 1937年（昭和12年） 4月 - 第一、第二山内小が一緒になり都筑郡山内尋常高等小学校となる
- 1939年（昭和14年）4月 - 横浜市山内尋常高等小学校の第二分教場となる
- 1940年（昭和15年）4月 - 横浜市山内国民学校となる
- 1947年（昭和22年）4月 - 横浜市立山内小学校の第二分教場となる
- 1953年（昭和28年） - 校舎を東南向きに建てかえる
- 1967年（昭和42年）7月 - 第二分教場は江田分校となる
- 1973年（昭和48年）7月 - 横浜市立荏田小学校が独立開校する（創立）
- 1990年（平成2年）4月 - 中川西小学校が独立開校する
- 2011年（平成23年）3月 - 東日本大震災によって天井などが剥がれ落ち校舎が破損
- 2013年（平成25年）11月 - 創立40周年
- 2023年（令和5年）11月 - 創立50周年

出典

## 通学区域
- 青葉区
  - あざみ野南一丁目1番地、荏田北三丁目1番地の12、1番地の13、1番地の20から1番地の41、荏田町50番地、62番地から74番地、108番地から118番地、143番地から199番地、201番地から222番地、302番地から305番地、306番地から312番地（国道246号線以東）、333番地から334番地の3、334番地の8から334番地の17、335番地から419番地、421番地から1370番地、2215番地から2380番地、3424番地から3427番地、4220番地、4221番地
- 都筑区
  - 荏田東町、荏田南町[2]

## 進学先中学校
- 公立中学校は、横浜市立荏田南中学校、横浜市立中川西中学校[2]

## 学区内の主な施設
- 東急電鉄田園都市線江田駅
- 真福寺
- 国道246号
- 県道13号